# Гая (округ)
Гая (хинди गया; англ. Gaya) — округ на юго-западе индийского штата Бихар. Образован в 1865 году. Административный центр — город Гая. Площадь округа — 4978 км². По данным всеиндийской переписи 2001 года население округа составляло 3 473 428 человек. Уровень грамотности взрослого населения составлял 50,45 %, что ниже среднеиндийского уровня (59,5 %).